# FEIM
 (avril 2017).
 (mai 2021).
La Fondation d’études et de recherches sur la femme (en espagnol Fundación para Estudio e Investigación de la Mujer, FEIM), est une organisation non gouvernementale argentine, sans but lucratif, créée en 1989 par un groupe de femmes spécialistes en question de genre. L’objectif de l’organisation est d’améliorer la condition sociale, légale, politique, économique ainsi que celle en matière d’éducation et de santé des femmes, enfants, adolescentes et jeunes,.
En 2006, FEIM obtient le Statut consultatif auprès de l'ECOSOC (Conseil économique et social de l’ONU).

## Champs d’action
FEIM développe des programmes, des projets, des recherches et d’autres activités concernant : Les droits des femmes, l’égalité de genre, la participation politique et le leadership, l’insertion professionnelle, l’environnement et le développement durable, les personnes du troisième âge, la santé sexuelle et reproductive, les grossesses adolescentes, la sexualité, les IST et le VIH/SIDA, la violence contre les femmes, l’éducation sexuelle, l’accès à l’information publique et la participation citoyenne.
Ces actions se réalisent en coordination ou collaboration avec des villes, universités, associations locales, organisations non gouvernementales de femmes et de jeunes.
Ainsi, en 1999, elle fait partie de la coordination pour le droit à l'avortement, une coordination d'associations féministes et LGBT représentant tous les bords politiques, qui en fait le thème de la manifestation du 8 ars, et propose un document fondateur, où l'opposition à l'avortement légal, gratuit et sécurisé est dénoncé comme une forme de soutien aux avortements clandestins.  
Sa présidente s'est par ailleurs opposé, au sein du groupe Planète Femmes, à la politique de contrôle des naissances et de stérilisations forcées au début des années 1990